# 雅賓利道
雅賓利道（英語：Albany Road）是香港一條街道，位於香港島中半山，南起羅便臣道及舊山頂道交界，北至上亞厘畢道及己連拿利交界，將香港動植物公園分為東西兩半。

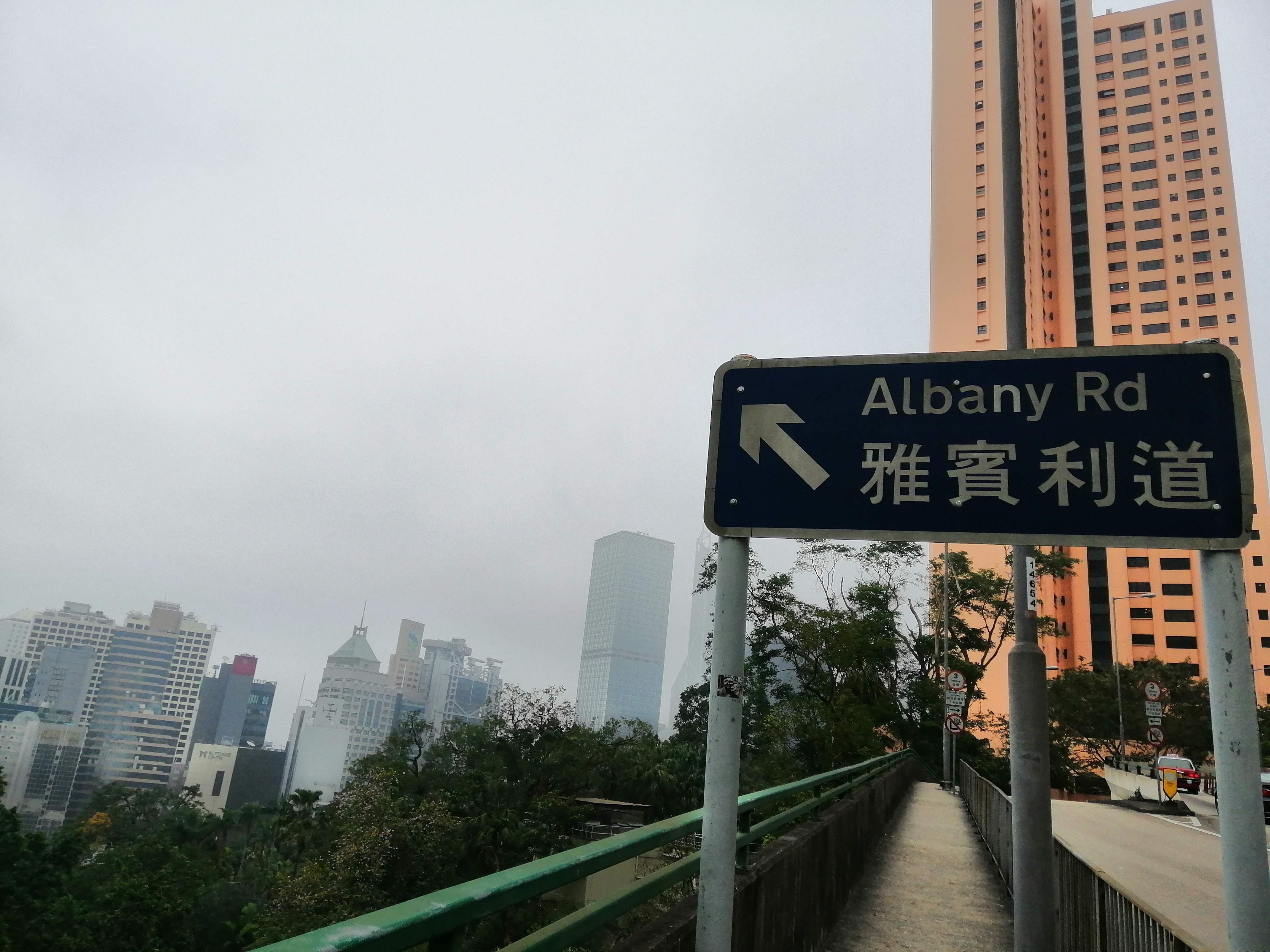
羅便臣道通往雅賓利道的路牌

## 歷史
雅賓利道大約於1844年通車，當時譯為亞彬彌道，因當時由政府興建的亞彬彌樓（雅賓利樓，The Albany）而得名，而附近一帶亦得名為亞彬彌谷（雅賓利谷，Albany Valley），1888年落成的寶雲道輸水管將食水由大潭水塘輸道到該處的儲水庫。
1989年，雅賓利道有一幢37層高的住宅大樓落成，稱為雅賓利大廈，為區內著名豪宅。